# Bathyraja cousseauae
Bathyraja cousseauae és una espècie de peix de la família dels raids i de l'ordre dels raïformes.
Els adults poden assolir 86 cm de longitud total. És un peix marí, de clima subtropical i demersal que viu entre 119-284 m de fondària.
Es troba a l'oceà Atlàntic sud-occidental: Mar del Plata i el nord de la Patagònia (l'Argentina). És inofensiu per als humans.